# Бірчій (Олт)
Бірчій (рум. Bircii) — село у повіті Олт в Румунії. Адміністративно підпорядковане місту Скорнічешть.
Село розташоване на відстані 118 км на захід від Бухареста, 21 км на північний схід від Слатіни, 66 км на схід від Крайови, 149 км на південний захід від Брашова.

## Населення
За даними перепису населення 2002 року у селі проживали 1213 осіб, з них 1212 осіб (99,9%) румунів. Усі жителі села рідною мовою назвали румунську.